# 額色黑
額色黑（穆麟德轉寫：esehei，？—1661年），富察氏，諡文恪，滿洲鑲白旗人，清朝初期政治人物、清朝大學士。

## 生平
天聰年間，任兵部理事官，后跟從梅勒額真巴奇蘭伐黑龍江部。崇德三年，升任內祕書院學士；崇德五年，跟從睿親王多爾袞率師圍錦州。順治二年，任拜他喇布勒哈番。順治四年，任拜他喇布勒哈番加一拖沙喇哈番、三等阿達哈哈番。順治五年，任刑部啟心郎。順治八年，任二等阿達哈哈番、內翰林國史院大學士。順治九年，擔任太宗文皇帝實錄總裁官、會試正考官、武會試正考官、殿試讀卷官、議政大臣。后署兵部尚書。順治十一年，加太子太保。順治十二年，加少保、太子太保，任會試正考官、殿試讀卷官。順治十三年，升加少傅、太子太傅。順治十五年，任保和殿大學士，兼管戶部尚書，并任殿試讀卷官、武殿試讀卷官。順治十六年，加少師、太子太師。順治十八年，任內國史院大學士。

## 家族
- 莽吉圖 (祖父)
- 莽吉祿 (父);
- 額斯泰 (弟);
- 色塞黑 (子)
- 福敏 (姪子)
- 常明 (孫)

## 延伸阅读
[在维基数据编辑]
 《清史稿·卷238》，出自趙爾巽《清史稿》